# Romanivka, Krîvîi Rih
Romanivka (în ucraineană Романівка) este un sat în comuna Șîroke din raionul Krîvîi Rih, regiunea Dnipropetrovsk, Ucraina.

## Demografie
Componența lingvistică a localității Romanivka
     Ucraineană (87,43%)
     Rusă (11,38%)
Conform recensământului din 2001, majoritatea populației localității Romanivka era vorbitoare de ucraineană (87,43%), existând în minoritate și vorbitori de rusă (11,38%).